# Freddie Webb
Pour les articles homonymes, voir Webb.
Freddie Webb, né le 24 novembre 1942, à Manille, aux Philippines, est un joueur et entraîneur de basket-ball, politicien, acteur et animateur de radio philippin. Il est élu conseiller municipal de Pasay de 1971 à 1978. Il est élu à la Chambre des représentants des Philippines de 1987 à 1992, puis sénateur des Philippines de 1992 à 1998.